# Aruba-Con
Aruba-Con es el primer episodio de la tercera temporada y el trigésimo cuarto episodio de la serie de The CW, Legends of Tomorrow. Fue escrito por Phil Klemmer y Marc Guggenheim, dirigido por Rob Seidenglanz y fue estrenado el 10 de octubre de 2017.

## Sinopsis
Para el episodio, The CW lanzó una sinopsis oficial que dice:
NO HAY LUGAR COMO EL HOGAR — Cuando las Leyendas se dan cuenta de que arruinaron la línea de tiempo, Rip Hunter (estrella invitada Arthur Darvill) llega con su nueva organización –El Buró del Tiempo– para relevarlos del deber. Las Leyendas se ven intrigados por la oportunidad de reunir al equipo, pero una nueva amenaza llega cuando Rory (Dominic Purcell) se enfrenta a Julio César (estrella invitada Simon Merrells) en Aruba. Sara (Caity Lotz), Nate (Nick Zano) y Ray (Brandon Routh) idean un plan para robar la Waverider al Buró del Tiempo para intentar y detener que Julio César conquiste el mundo moderno. Victor Garber, Maisie Richardson-Sellers y Franz Drameh protagonizan de igual manera.

## Elenco
- Victor Garber como Martin Stein.
- Brandon Routh como Ray Palmer/Atom.
- Caity Lotz como Sara Lance.
- Franz Drameh como Jefferson Jackson/Firestorm.
- Maisie Richardson-Sellers como Amaya Jiwe
- Amy Pemberton como Gideon.
- Nick Zano como Nate Heywood.
- Dominic Purcell como Mick Rory.

## Producción
La producción duró desde el 7 de julio hasta el 17 de julio de 2017.

### Filmación
La filmación comenzó el 18 de julio y finalizó el 28 de julio de 2017.

## Audiencia
El episodio fue visto por 1.71 millones de espectadores, recibiendo 0.6 millones entre los espectadores entre 18-49 años.

## Continuidad
- Este episodio esta ambientado seis meses después del final de la segunda temporada.
- Este episodio marca la primera aparición de Wally West en la serie y en todo el Arrowverso fuera de la serie The Flash.